# Antonio Carro Martínez
Antonio Carro Martínez (Lugo, 3 de mayo de 1923-Madrid, 10 de abril de 2020) fue un jurista y político español. Entre sus cargos políticos cabe destacar que ocupó el Ministerio de la Presidencia durante los últimos años de la dictadura de Francisco Franco.

## Biografía
Carro se licenció en Derecho en la Universidad de Santiago de Compostela, doctorándose posteriormente en la Universidad Central de Madrid, a la vez que obtenía la licenciatura en Ciencias Políticas y Económicas, en esa misma universidad. Fue profesor de Derecho Político en la Universidad de Madrid y letrado del Consejo de Estado. Perteneció al Cuerpo Técnico de Administración Civil y al Cuerpo de Secretarios de Administración Local de primera categoría. Fue procurador en Cortes en dos legislaturas de las Cortes Españolas en representación del Instituto de Estudios Políticos y en otra como representante familiar electo por la provincia de Lugo. Fue secretario general técnico del Ministerio de la Gobernación. También fue director del Instituto de Estudios de Administración Local.
En 1973 se le nombró director general de Administración Local, y se convirtió un año más tarde en ministro de la Presidencia del gobierno 14.º (del 3 de enero de 1974 al 11 de marzo de 1975 ), permaneciendo en el cargo en el 15.º gobierno (del 11 de marzo de 1975 al 12 de diciembre de 1975) ambos con Carlos Arias Navarro como presidente, que a la postre Antonio Carro se ha convertido en el último ministro de la Presidencia del franquismo. También fue diputado en la Legislatura Constituyente de España y en cuatro legislaturas más por el Partido Popular electo en la provincia de Lugo.
Supo rodearse de jóvenes políticosː José Manuel Romáy Beccaria, Juan Antonio Ortega Díaz-Ambrona, Gabriel Cisneros que inspiraron el Espíritu del 12 de febrero.
En su etapa como ministro de la Presidencia, jugó un papel importante en el desarrollo de los Acuerdos de Madrid, que significaron el abandono del Sáhara Español a manos de Marruecos y Mauritania.
Como reconocimientos ostentaba ser Hijo Predilecto de la provincia de Lugo, Hijo Adoptivo de Santiago de Compostela, así como la gran cruz de la Orden del Mérito Civil, de Sanidad, la gran cruz de la Orden de Cisneros, la gran cruz de la Orden Imperial del Yugo y las Flechas, y la gran cruz de la Orden de Carlos III.

## Obras publicadas

### Libros
- Derecho Político (1965).
- Reflexiones sobre aspectos actuales de la Función Pública Española (1974).
- El Estado y las Fuerzas Armadas (1975).

### Artículos
- «Dos notas a la Constitución de 1869» (enlace roto disponible en Internet Archive; véase el historial, la primera versión y la última). (Revista de Estudios Políticos. Número 58. Julio - agosto. 1951)
- La médula del sistema de poder en el Estado contemporáneo: La burocracia (enlace roto disponible en Internet Archive; véase el historial, la primera versión y la última). (Revista de Estudios Políticos. Número 77, septiembre - octubre de 1954)
- Organización administrativa de la Presidencia de Estados Unidos (enlace roto disponible en Internet Archive; véase el historial, la primera versión y la última). (Revista de Administración Pública. Número 20. Mayo - agosto. 1956)
- La realidad iberoamericana (enlace roto disponible en Internet Archive; véase el historial, la primera versión y la última). (Revista de Estudios Políticos. Número 90, noviembre-diciembre de 1956)
- El caudillismo americano (enlace roto disponible en Internet Archive; véase el historial, la primera versión y la última). (Revista de Estudios Políticos. Número 93, mayo - junio. 1957)
- La primacía del poder ejecutivo en el Estado contemporáneo (enlace roto disponible en Internet Archive; véase el historial, la primera versión y la última). (Revista de Estudios Políticos. Número 98. Marzo - abril. 1958)
- Relaciones entre los altos órganos del Estado (Ensayo sobre el título IX de la Ley Orgánica del Estado) (enlace roto disponible en Internet Archive; véase el historial, la primera versión y la última). (Revista de Estudios Políticos. Número 152. Marzo - abril. 1967)
- La descolonización del Sahara. (enlace roto disponible en Internet Archive; véase el historial, la primera versión y la última). (Revista de Política Internacional. Número 144. Marzo - abril. 1976)
- La democracia verdadera (enlace roto disponible en Internet Archive; véase el historial, la primera versión y la última). (Revista de Administración Pública. Número 100. Enero - abril. 1983)
- La Unión Europea y el principio de subsidiariedad (enlace roto disponible en Internet Archive; véase el historial, la primera versión y la última). (Revista de Administración Pública. Número 126, septiembre-diciembre de 1991)